# Długość fali

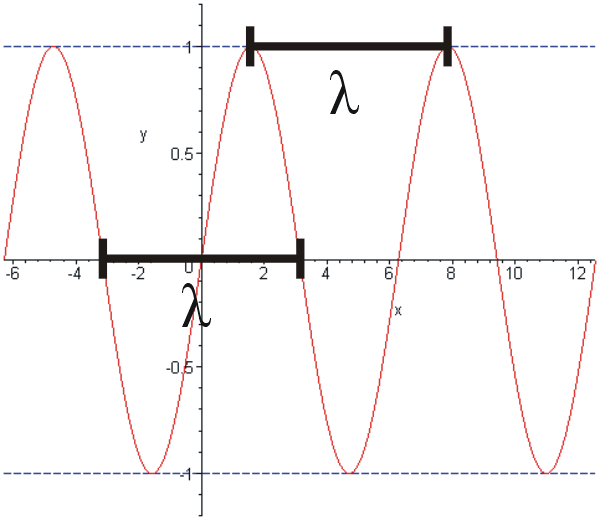
Wyznaczanie długości fali sinusoidalnej (wykres dla danej chwili; oś pozioma to odległość)

Długość fali – najmniejsza odległość między dwoma punktami o tej samej fazie drgań (czyli między dwoma powtarzającymi się fragmentami fali). Dwa punkty fali są w tej samej fazie, jeśli wychylenie w obu punktach jest takie samo i oba znajdują się na etapie wzrastania (lub zmniejszania się). Jeżeli w jednym punkcie wychylenie zwiększa się, a w drugim maleje, punkty te znajdują się w fazach przeciwnych.
Tradycyjnie długość fali oznacza się grecką literą λ. Dla fali sinusoidalnej najłatwiej określić ją, wyznaczając odległość między dwoma sąsiednimi grzbietami.

## Wyznaczenie odległości między dwoma punktami o tej samej fazie
Dla fali harmonicznej w jednowymiarowym ośrodku lub fali płaskiej rozchodzącej się wzdłuż osi OX równanie przyjmuje postać:
{\displaystyle y(t,x)=A\sin(\omega t-kx),}
gdzie:
{\displaystyle \omega } – pulsacja (częstość kołowa),
{\displaystyle k} – liczba falowa,
{\displaystyle A} – amplituda fali,
{\displaystyle t} – czas,
{\displaystyle x} – współrzędna przestrzenna.
Częstość kołowa i liczba falowa są przy tym wyrażone zależnościami:
{\displaystyle \omega ={\frac {2\pi }{T}}\qquad k={\frac {2\pi }{\lambda }}.}
Funkcja sinus jest funkcją okresową i jej wartość powtarza się po zmianie jej argumentu co 2π. W danym momencie dwa punkty {\displaystyle x_{1}} i {\displaystyle x_{2}} będą w tej samej fazie, jeżeli
{\displaystyle \left(\omega t-kx_{2}\right)-\left(\omega t-kx_{1}\right)=2\pi ,}
a stąd wynika, że
{\displaystyle k\left(x_{1}-x_{2}\right)=2\pi ,}
{\displaystyle {\frac {2\pi }{\lambda }}\left(x_{1}-x_{2}\right)=2\pi ,}
{\displaystyle x_{1}-x_{2}=\lambda .}

## Związki z innymi parametrami fali
Zależności wiążące długość fali z innymi parametrami:
{\displaystyle \lambda =v\cdot T,}
{\displaystyle \lambda ={\frac {v}{f}},}
{\displaystyle \lambda ={\frac {2\pi \cdot v}{\omega }},}
gdzie:
{\displaystyle v} – prędkość fazowa fali,
{\displaystyle T} – okres fali,
{\displaystyle f} – częstotliwość.

### Przeliczniki
Znajomość prędkości światła i dźwięku pozwala na zapisanie uproszczonych wzorów pozwalających przeliczyć częstotliwość na długość fali. We wzorach tych pominięto zależność prędkości światła w powietrzu od długości fali, a w przypadku dźwięku zależność prędkości od temperatury powietrza.
Dla fal elektromagnetycznych w próżni i w powietrzu można posłużyć się uproszczoną zależnością:
„długość fali w metrach otrzymamy, dzieląc 300 przez częstotliwość w megahercach”,
gdzie przyjęto przybliżoną wartość prędkości światła 3×108 m/s.
Dla fal akustycznych w powietrzu, przy prędkości dźwięku {\displaystyle v} w m/s, obowiązuje wzór
{\displaystyle \lambda ={\frac {v}{f}}.}
Nie można przyjąć stałej wartości prędkości dźwięku, ponieważ zależy ona od temperatury.

## Długości fali w różnych ośrodkach
Długość fali jest odwrotnie proporcjonalna do częstotliwości fali. Współczynnikiem proporcjonalności jest prędkość fazowa fali w danym ośrodku. Szybkość fali natomiast zależy od właściwości fizycznych ośrodka. Ponadto szybkość fali może zmieniać się również w zależności od jej częstotliwości (dyspersja). Parametrem opisującym falę niezależnie od ośrodka jest jej częstotliwość, długość fali może natomiast zmieniać się wraz z prędkością.

## Długość fali materii
Louis de Broglie sformułował hipotezę fal materii, która później została potwierdzona doświadczalnie. Według tej hipotezy cząsteczki można traktować jak fale. Mają one zatem pewną długość fali, która podobnie jak dla fotonu związana jest z pędem cząstki. Zależność tę wyraża równanie:
{\displaystyle \lambda ={\frac {h}{p}},}
gdzie:
{\displaystyle h} – stała Plancka,
{\displaystyle p} – pęd cząstki.